# Medaile

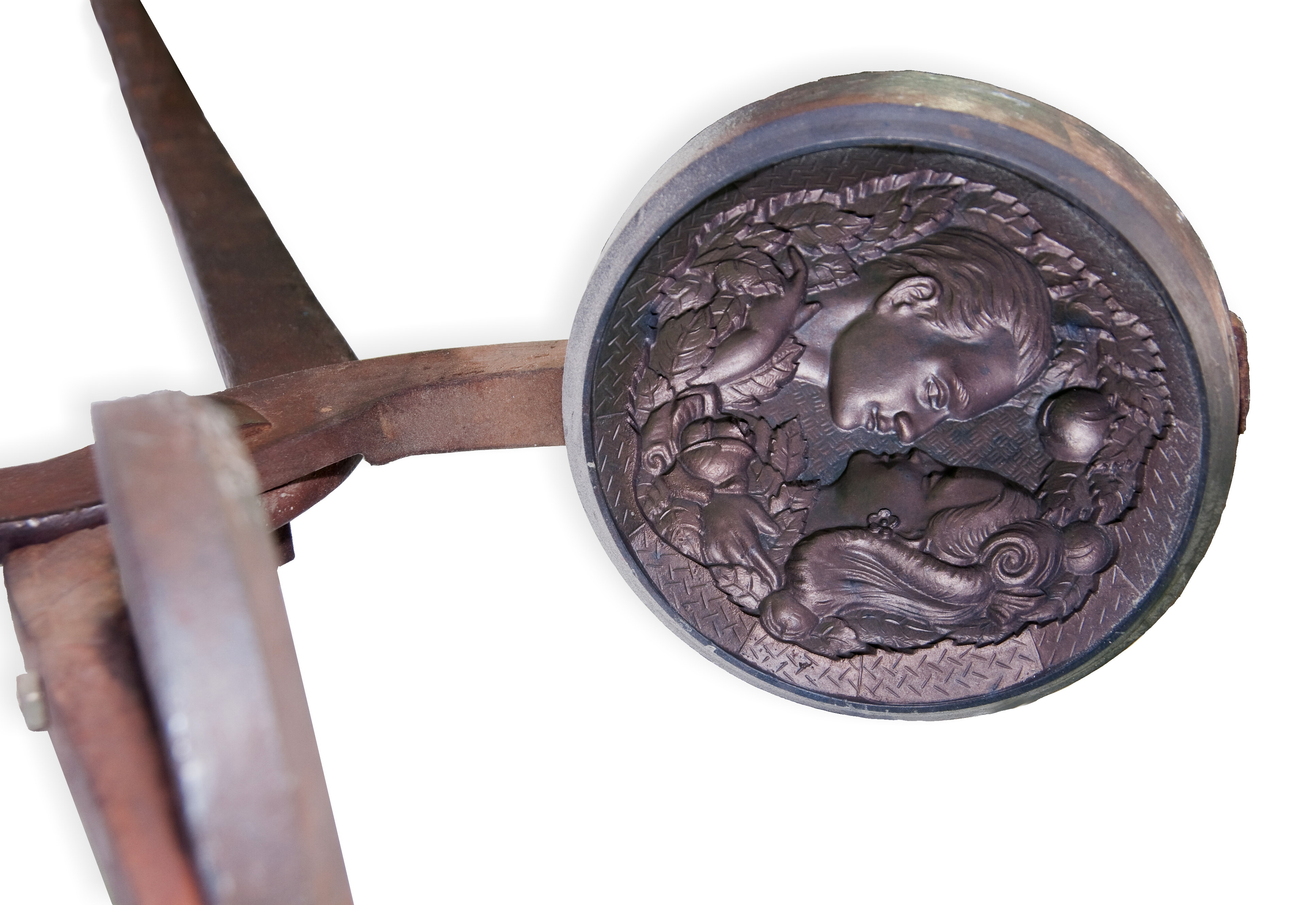
Forma na sklářskou medaili

Medaile je zvláštní druh plastiky. Tato plastika se užívá i jako vyznamenání nebo díky své trvanlivosti je vydávána jako připomínka významné události či výročí. Medaile jsou také druhem investice, kdy hodnotu drahého kovu (nejčastěji zlata a stříbra) zvyšuje i umělecká hodnota a precizní zpracování.
Medaile či mince je vytvářena medailerem.
Medaile je také jeden z názvů pro vyznamenání sportovních, kulturních, společenských či chovatelských akcí. Obvykle jsou vyrobeny z plastu, kovu, skla či dřeva. Obvykle se vyrábí v základní zlaté, stříbrné, bronzové variantě, která je doplněna dalšími barvami.

## Historie

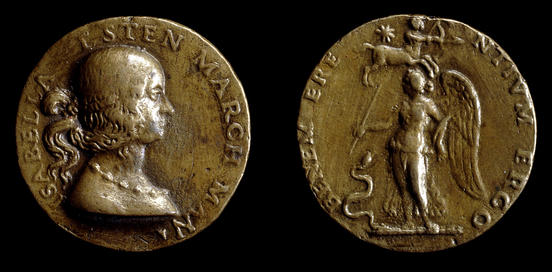
Bronzová medaile princezny Isabelly d'Este, podporavetelky renesančních humanistů, která byla věnována jako dar

První písemný záznam o udělení medaile pochází od historika Flavia Iosepha, který popsal událost, ke které mělo dojít dlouho před jeho narozením. Ve 2. století př. n. l. vedl velekněz Jonathan Hebrejce na pomoc Alexandru Balasovi. Ten měl na oplátku poslat Jonathanovi čestné ocenění v podobě zlatého knoflíku, který bylo zvykem dávat královým příbuzným. Římští císaři používali jak medaile sloužící jako vojenská vyznamenání, tak medailony sloužící jako politické dary. Ty se podobaly velkým mincím, byly obvykle zlaté nebo stříbrné a ražené jako mince. Tyto medailony podobně jako i skutečné zlaté mince byly často zasazovány jako šperky, které nosily ženy i muži.

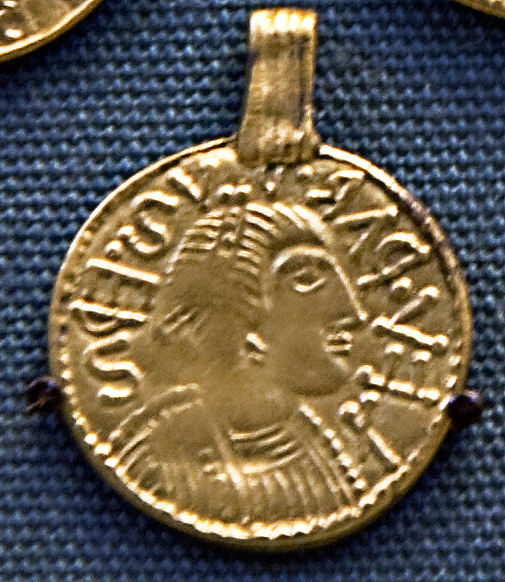
Replika Liudhardovy medaile vystavená v Britském muzeu

Brakteát je typ tenké zlaté medaile, která je na zadní straně obvykle hladká. Brakteáty pochází ze severní Evropy z tzv. období temna neboli z doby stěhování národů. Často mají poutka a byly jasně určeny k nošení na řetízku jako šperk. Vzdáleně napodobují římské císařské mince a medailony, ale znázorňují hlavy bohů, zvířata a další motivy. Liudhardova medaile vyrobená kolem roku 600 v anglosaské Anglii, je ojedinělým příkladem, kdy je znám jediný exemplář, křesťanské medaile nesoucí nápis se jménem Liudhard, který byl prvním knězem mezi Anglosasy. Pravděpodobně byly tyto medaile darovávány konvertitům. Tento exemplář je upraven k nošení na řetízku.
Od konce středověku se v Evropě stalo běžné, že vládci, šlechtici a později i intelektuálové vydávali medaile, aby jednoduše posloužily jako dary jejich politickým spojencům, aby si udrželi nebo získali podporu nějaké vlivné osobnosti. Medaile byly vyráběny ze široké škály kovů. Mohly být zlaté, stříbrné se zlacením, stříbrné, bronzové či olověné v závislosti na postavení příjemce. V průměru měřily typicky 76 mm. Na přední straně byl obvykle vyobrazen dárce, jehož podobiznu obklopoval nápis s jeho jménem a titulem. Na zadní straně býval jeho emblém obklopený při okraji medaile jeho mottem. Takovéto medaile nebyly obvykle určené k nošení, i když mohly být umístěny jako přívěsek na řetízku. Od 16. století byly medaile vyráběny jak vládci, tak soukromníky, kteří je vyráběli na prodej, jako památku na konkrétní událost, včetně vojenských bitev a vítězství. Z tohoto základu se vyvinula praxe udílení vojenských medailí vojákům, i když zpočátku byly určeny pouze pro několik málo vyšších důstojníků.

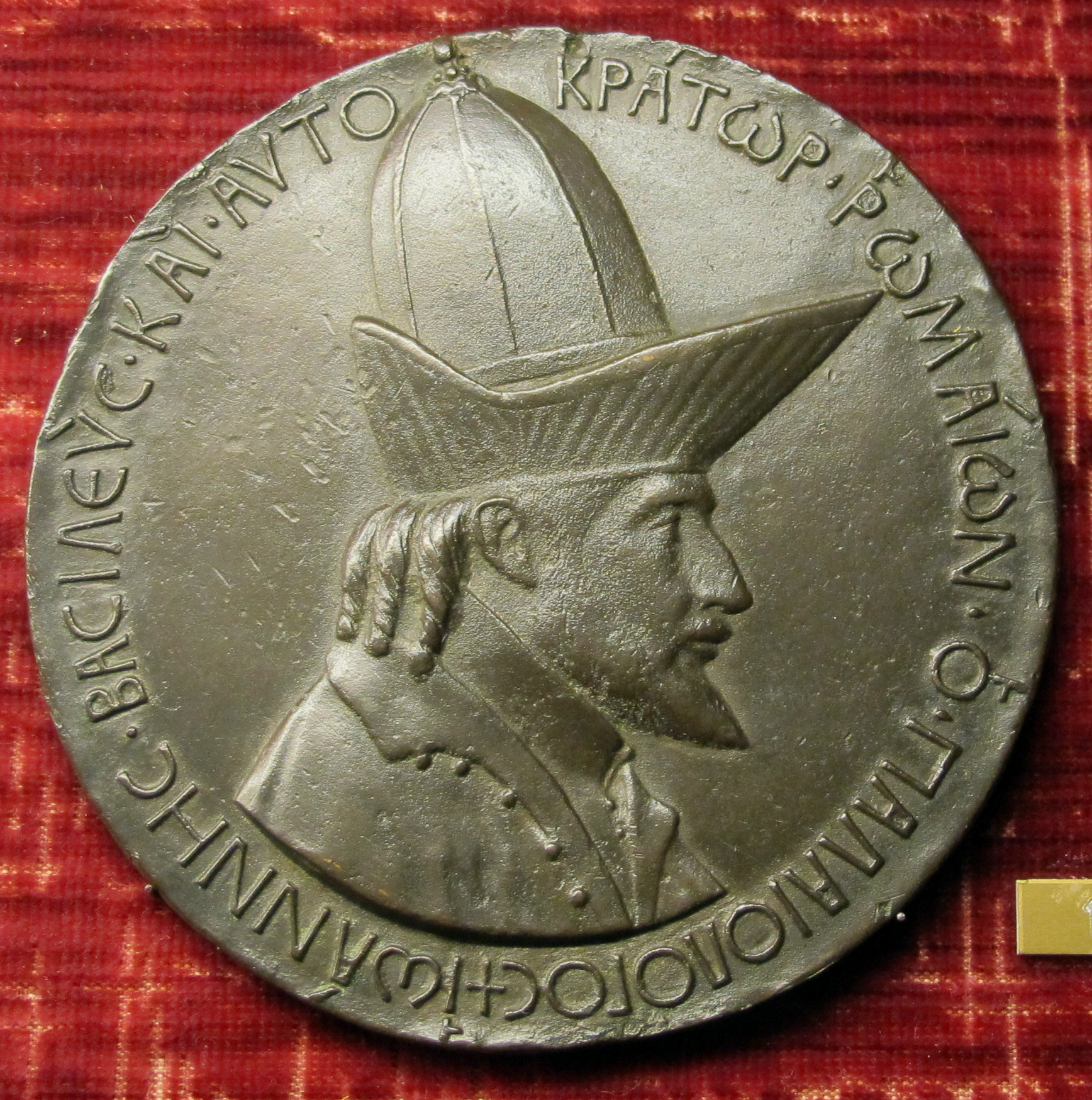
Medaile Jana VIII. Palaiologose během jeho návštěvy Florencie podle Pisanella

Zdá se, že středověká obnova starověkého zvyku začala kolem roku 1400, kdy extravagantní francouzský princ Jan z Berry objednal řadu velkých klasicizujících medailí, které byly pravděpodobně vyrobeny ve velmi malém počtu nebo dokonce v jedinečném odlitku. Místo originálů z drahých kovů se zachovaly pouze bronzové odlitky, i když je známo, že přinejmenším některé medaile byly také osazeny drahokamy. Takové medaile mohly být nošeny na řetízku. Ve stejném období byla také vyražena první známá postklasická medaile připomínající vítězství Francesca Novella da Carrara při příležitosti dobytí Padovy roku 1390. V roce 1438 vytvořil svou první medaili italský umělec Pisanello, obecně uznávaný za nejlepšího medailéra renesance. Tato medaile byla vytvořena na oslavu bezprecedentní návštěvy byzantského císaře Jana VIII. Palaiologose v Itálii. Pravděpodobně šlo o obchodní počin, ale jeho pozdější medaile byly většinou vyráběny na zakázku pro panovníky nebo šlechtice, kteří je používali jako dary. Jako téměř všechny raně renesanční medaile, byla i tato spíše odlita nežli vyražena. S každým dalším exemplářem se medaile mírně zmenšovala a počet medailí, které bylo možné vyrobit, nebyl pravděpodobně velký. Vývoj nabral trochu jiný směr a výměna medailí se stala typickou pro renesanční humanismus. Princové posílali medaile humanistickým spisovatelům a učencům jako uznání jejich práce a humanisté začali vyrábět své vlastní medaile, které byly obvykle z bronzu, a jenž zasílali svým patronům. Tato móda zůstala omezena na Itálii až do konce 15. století, kdy se rozšířila do dalších zemí. V 16. století byly medaile stále častěji vyráběny pro panovníky nebo města za účelem jejich propagandy. V roce 1550 byl v německém Augsburgu představen lisovací stroj využívající ocelové raznice a brzy se tento proces stal standardem.
V 16. století bylo nošení menších medailí na řetízku u žen i mužů přetrvávající módou. Proto se vyráběly různé medaile připomínající osoby nebo události, ale i medaile bez speciálního důvodu. Němci vyráběli vysoce kvalitní medaile již od počátku 16. století. V případě Francouzů a Britů došlo ke zkvalitnění výroby později, ale na konci 17. století již většina západní Evropy produkovala kvalitní medaile. Některé medaile byly již v té době sbírány a tento zvyk se zachoval dodnes. Postupem času se stále více vyráběly oficiální medaile, z nichž vycházela i specializovaná vojenská vyznamenání. Ke skutečnému rozmachu vojenských medailí však došlo až v 19. století. Na východě pak bylo od 18. století udíleno velké množství medailí a dalších vyznamenání Osmanskou říší.
Devoční medaile se staly velmi populární v katolických zemích. Velmi známou je tzv. Zázračná medailka, která byla vytvořena po mariánském zjevení v Rue du Bac 18. července 1830 v kapli Panny Marie Zázračné v Paříži, kde novicka burgundského původu z pařížského kláštera Milosrdných sester svatého Vincence de Paul, jménem Kateřina Labouré, vyprávěla svému zpovědníkovi, že viděla Pannu Marii. Tato medaile, poprvé distribuovaná v roce 1832 uprostřed epidemie cholery, měla okamžitý úspěch. Během několika let bylo po celém světě distribuováno několik milionů těchto medailí.
Během reformace existovala také silná tradice protestantských medailí, které byly spíše polemické než zbožné. Tato tradice pokračovala Geuzenskými medailemi vyráběnými během nizozemské války o nezávislost.

## Rozdělení

### Státní vyznamenání České republiky
- Medaile Za hrdinství
- Medaile Za zásluhy

### Vědecká ocenění
- Darwinova medaile
- Leeuwenhoekova medaile
- Lorentzova medaile
- Zlatá medaile Linného společnosti
- Čestná oborová medaile Ernsta Macha

### Další
- Medaile Alberta Einsteina
- Medaile prof. MUDr. Jana Janského
- Medaile Alice Masarykové
- Medaile Jana Amose Komenského
- Stříbrná medaile Jana Masaryka

### jako sportovní ocenění
Medaile se při různých sportovních turnajích (olympijských hrách, mistrovstvích světa a dalších) používají obvykle k ocenění prvních tří míst (). Za dosažení prvního místa se uděluje zlatá medaile, za druhé místo stříbrná a za umístění na třetím místě bronzová medaile. Další místa nejsou obvykle medailí oceňována, což je v Česku a na Slovensku připomínáno pomyslnou bramborovou medailí za čtvrté místo.